# حسن کردمیهن

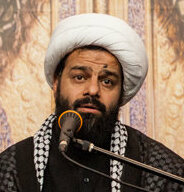
حسن کردمیهن در ۱۳۹۴

حسن کردمیهن، آخوند و از اعضاء هیئت‌های بسیجی و مدیر چند مجموعهٔ اصولگرا است.

## اوایل زندگی
حسن کردمیهن در رشته مهندسی مکانیک دانشگاه گیلان تحصیل می‌کرد. او در این دانشگاه مدتی با انجمن اسلامی دانشجویان همکاری می‌کرد و پس از انشعاب در دفتر تحکیم وحدت به طیف شیراز (منتقد اصلاح‌طلبان) نزدیک شد. پس از اخراج شدن از دانشگاه، برای تحصیل دروس حوزوی وارد حوزه گردید. سابقه او در بسیج دانشجویی زمینه را برای او فراهم کرد تا ریاست دفتر رضا رمضانی گیلانی، امام جمعه وقت کرج را بر عهده بگیرد. او در این دوره لباس روحانیت پوشید. او در شهر کرج شهرت نسبی دارد و هیئت‌الرضا، محفل حزب‌الله کرج را سازماندهی فکری، مذهبی و مالی می‌کند. او همچنین مدیر سه مجموعه فرهنگی در ایران به نام‌های «مؤسسه فرهنگی–دینی نور معرفت» و «مؤسسه فرهنگی–دینی بهشت» و «حوزه علمیه امام محمد باقر» را بر عهده داشته‌است که مشغول کارهای تبلیغی و از بودجه‌های دولتی قابل توجه برخوردار بوده‌اند. وی همچنین یک رستوران لبنانی در کرج دایر کرده‌است.

## فعالیت در سوریه
تشکیل گروه‌های فرهنگی و جهادی در سوریه با کمک حسین همدانی و قاسم سلیمانی (فرمانده سپاه قدس) که هر دو از بلندپایه‌ترین فرماندهان سپاه پاسداران هستند. حسین همدانی بعدها در سوریه کشته شد. قاسم سلیمانی هم مدتی بعد درعراق توسط آمریکا ترورشد.

## دیدار با علی خامنه‌ای
ارائه گزارش در حضور علی خامنه‌ای، رهبر جمهوری اسلامی در سال ۱۳۸۹ که خامنه‌ای به فعالیت‌های مشابه فعالیت‌های او، واژه «چشمه‌های جوشان» را اطلاق کرد.

## حمایت از محمدباقر قالیباف
کردمیهن در انتخابات ریاست‌جمهوری ایران سال ۱۳۹۲ رئیس ستاد انتخاباتی محمد باقر قالیباف در کرج بود.

## حمله به سفارت عربستان در تهران
در ۱۳۹۴، جمعی در اعتراض به اعدام شیخ نمر در عربستان سعودی، اعتراضاتی را در برابر سفارت این کشور در تهران ترتیب دادند و به این سفارت حمله کردند و ساختمان آن را به آتش کشیدند. این واقعه باعث قطع روابط دیپلماتیک ایران و عربستان سعودی شد. چند روز پس از حملهٔ عده‌ای به سفارت عربستان در تهران، حکومت این افراد را به عنوان خودسر معرفی کرد و در خبرگزاری‌ها و توسط غلامحسین محسنی اژه‌ای، سخنگوی وقت قوه قضائیه، نام کردمیهن به عنوان فرمانده و دستوردهنده اصلی منتشر گردید. رهبر جمهوری اسلامی با وجود انتقاد از این حمله گفت «این را بهانه نکنند که جوانان مؤمن را مورد تهاجم قرار دهند… جوان مؤمن و انقلابی و حزب‌اللهی را متهم نکنید به تندروی؛ اینها همان‌هایی هستند که خالصانه در صحنه حاضرند و آنجا که دفاع از امنیت کشور و خون دادن مطرح باشد در میدان می‌آیند.» دولت حسن روحانی بر محاکمهٔ عوامل این حمله اصرار داشت. کردمیهن و چند نفر دیگر در پی این واقعه بازداشت شدند اما دادگاه ۲۸ و ۲۹ تیرماه ۹۵ در شعبه ۱۰۶۰ مجتمع قضایی کارکنان دولت حکم به تبرئه همگی متهمان از اتهام «تخریب عمدی سفارت عربستان» داد.

## ورزش
کردمیهن در رشته جودو فعالیت دارد. در ماه دسامبر سال ۲۰۲۰، او به عنوان مشاور فرهنگی و رئیس کمیته فرهنگی فدراسیون جودو جمهوری اسلامی ایران منصوب شد.